# Olga Fictumová
Olga Fictumová (16. října 1930 Tlustovousy – 3. června 1953 státní hranice u Úval) byla česká dělnice, která byla v roce 1953 zastřelena při pokusu překročit státní hranici do Rakouska při útěku z Československa.

## Život
Narodila se v roce 1930 v Tlustovousech. V roce 1951 se, již jako vdaná, seznámila s vojákem základní vojenské služby Miloslavem Fictumem, se kterým navázala milostný vztah. V roce 1952 se tak rozvedla se svým manželem a uzavřela sňatek s Fictumem. Přestěhovala se do Mariánských Lázní, kde pracovala jako dělnice v pekárně.

## Pokus o útěk ze země
Fictum byl v roce 1950 podmíněně odsouzen za trestný čin spáchaný v rámci vojenské služby, přičemž v roce 1953 spáchal další dva drobné trestné činy. Místo nástupu do vězení se rozhodl z Československa raději uprchnout se svou novou ženou. Definitivně se pár rozhodl zemi opustit v dubnu 1953. V květnu 1953 se setkal v Olomouci, odkud odjel do Jeseníku a později do Gottwaldova a Bratislavy. Nejprve byl jejich záměr překročit státní hranici přes Dunaj, ale po zjištění, že se na druhé straně řeky nachází Maďarsko, rovněž socialistická země, se vrátili do Bratislavy. Později se přes Mikulov a Valtice dostali do Úval. Za obcí pak začali překonávat plot v hraničním pásmu. Poté, co Miloslav přestříhal několik drátů, vstoupila otvorem v plotu do dalšího pásma Olga Fictumová. V ten moment šlápla na minu, která ji velmi těžce zranila na noze. Necelých pět hodin poté v ranních hodinách 3. června 1953 na následky devastujících zranění zemřela. Ještě téhož dne byla tajně pohřbena ve Valticích.

### Dozvuky
Její manžel byl posléze v srpnu 1953 odsouzen k trestu odnětí svobody v délce čtyř let a šesti měsíců. Členové Pohraniční stráže použití min na hranicích schvalovali a v podobných případech (viz např. Jan Junga) byli s přítomností smrtelných min na hranicích spokojeni. V Mikulově je její jméno uvedeno na památníku věnovanému obětem Železné opony.